# Toronto Stock Exchange
Toronto Stock Exchange (TSX, tidligere TSE) er den største børs i Canada, den tredjestørste i Nordamerika og verdens 7. største efter markedsværdi. TSX har base i Canadas største by, Toronto og er ejet og drevet af et datterselskab til TMX Group. Toronto Stock Exchange er verdensledende inden for mine-, olie- og gassektoren.

## Historie
Toronto Stock Exchange stammer primært fra Association of Brokers, en koncern skabt af forretningsmænd fra Toronto 26. juli 1852. Ingen officielle dokumenter fra koncernens handler findes i dag. 25. oktober 1861, samledes 24 mænd i Masonic Hall for officielt at grundlægge Toronto Stock Exchange. Børsen blevet formelt indarbejdet af Legislative Assembly of Ontario i 1878.
TSX voksede støt i størrelse og omsætning. I 1914 blev børsen lukket midlertidigt ned i tre måneder grundet frygt for finansiel panik op til 1. verdenskrig. I 1934 blev Toronto Stock Exchange sammenlagt med hovedkonkurrenten Standard Stock and Mining Exchange. Navnet Toronto Stock Exchange fortsatte som navn. I 1977 introducerede TSX et Computerassisteret handelssystemstem.
23. april 1997 lukkede TSX's trading floor, for i stedet at gå over til udelukkede elektronisk handel.